# Bezirksamt Stetten am kalten Markt
| Basisdaten       | Basisdaten              |
| ---------------- | ----------------------- |
| Staat            | Großherzogtum Baden     |
| Kreis            | Seekreis                |
| Sitz             | Stetten am kalten Markt |
| Bestandszeitraum | 1806–1813 1826–1849     |
| Einwohner        | 4691 (1834)             |
| Gemeinden        | 13 (1834)               |

Das Bezirksamt Stetten am kalten Markt, anfänglich auch als Obervogteiamt Stetten am kalten Markt oder Amt Stetten bezeichnet, war im 19. Jahrhundert ein Verwaltungsbezirk im Großherzogtum Baden. Sein Gebiet gehört heute zum Landkreis Sigmaringen und zum Schwarzwald-Baar-Kreis in Baden-Württemberg.

## Geschichte
Das Obervogteiamt Stetten am kalten Markt bestand bereits im 18. Jahrhundert auf dem Territorium der Reichsabtei Salem. Nach deren Säkularisation fiel es 1803 an die Markgrafschaft Baden und 1806 an das Großherzogtum Baden. Seit 1807 gehörte es zur badischen Provinz des Oberrheins. 1810 wurde das Amt als Markgräfliches Amt Stetten am kalten Markt bezeichnet und um die Herrschaften Kallenberg sowie Werenwag vergrößert. Das Amt gehörte nun zum  Seekreis. Es wurde 1813 aufgelöst und in das Bezirksamt Meßkirch eingegliedert, 1826 jedoch als Amt Stetten wiederhergestellt. 1843 gab das Bezirksamt Stetten den Ort Altheim an das Bezirksamt Meßkirch ab.
Durch eine großherzogliche Verordnung wurde das Bezirksamt Stetten am kalten Markt 1849 aufgehoben und in das Bezirksamt Meßkirch eingegliedert.

## Gemeinden
Die folgende Tabelle enthält die Gemeinden, die dem Bezirksamt Stetten am kalten Markt angehörten, ihre Einwohnerzahl bei der Volkszählung von 1833 sowie ihre heutige Zugehörigkeit. Meßstetten liegt im Zollernalbkreis; alle übrigen Gemeinden im Landkreis Sigmaringen.
| Gemeinde                | Einwohner 1833 | Heutige Zugehörigkeit   |
| ----------------------- | -------------- | ----------------------- |
| Altheim                 | 0197           | Leibertingen            |
| Engelswies              | 0396           | Inzigkofen              |
| Gutenstein              | 0404           | Sigmaringen             |
| Hartheim                | 0409           | Meßstetten              |
| Hausen im Tal           | 0221           | Beuron                  |
| Heinstetten             | 0386           | Meßstetten              |
| Langenbrunn             | 0161           | Beuron                  |
| Neidingen               | 0115           | Beuron                  |
| Nusplingen              | 0161           | Stetten am kalten Markt |
| Oberglashütte           | 0156           | Stetten am kalten Markt |
| Schwenningen            | 0754           | Schwenningen            |
| Stetten am kalten Markt | 1002           | Stetten am kalten Markt |
| Unterglashütte          | 087            | Stetten am kalten Markt |